# La tempesta di sabbia
La tempesta di sabbia (Sufat chol) è un film del 2016 diretto da Elite Zexer.
Le donne di una famiglia beduina nel deserto israeliano affrontano, ognuna a modo suo, le ingiustizie e gli anacronismi di una società ancora fortemente patriarcale e maschilista.

## Trama
In un villaggio beduino nel deserto a sud di Israele, Jalila ha organizzato il matrimonio di suo marito con la seconda moglie, molto più giovane; dentro di lei si sente offesa, ma fa di tutto per nascondere il disappunto. Nel frattempo, la donna ha scoperto che sua figlia Layla, contro ogni veto, si è innamorata di Anuar, un compagno di studi all'università. 
Se Layla non rinuncia ad Anwar, che ha il "difetto" di appartenere ad un'altra tribù, si rischiano pesanti ripercussioni. Jalila così usa il pugno di ferro con la figlia che però confida erroneamente nel buon senso del padre Suliman, che con lei ha un ottimo rapporto.
Così, nonostante gli sforzi della madre, al ritorno dal viaggio di nozze del padre, Layla insiste e presenta Anwar al padre. Ne segue che, consultati gli anziani del villaggio, il padre stabilisce per la figlia il matrimonio con Munir, un giovane che lei neanche conosce ma che è riconosciuto come rispettabile dalla comunità.
In seguito Suliman ripudia Jalila che è costretta a tornare a casa dei suoi anziani genitori ed è privata di tutti e quattro i figli. Layla ora prova un grande risentimento nei confronti del padre e capisce il perché la madre fosse stata tanto insistente. Prende i fratellini e li porta dalla madre che, in sostanza, incoraggia la figlia ad andare per la sua strada.
Layla si accorda così con Anwar per scappare insieme. A pochi metri dall'intraprendere la sua fuga d'amore ha però un ripensamento. Prende coscienza che il suo passo determinerebbe lo sgretolamento definitivo della sua famiglia.
Torna così indietro e riferisce al padre di aver accettato di sposare Munir. La madre è reintegrata e la famiglia si ricostituisce. Le tradizioni sono rispettate ma anche destinate ad essere sempre più in discussione.

## Produzione

### Regia
La regista Zexer ha impiegato circa quattro anni a redigere la sceneggiatura, volendo approfondire la sua conoscenza della cultura beduina. Per la regista c'era inoltre la difficoltà di dirigere un cast che parla arabo potendo utilizzare solo l'ebraico e l'inglese. Ma questo problema era già stato affrontato con un buon esito in un cortometraggio precedente dal titolo Tasnim.